# ソフトインワン
ソフトインワン（Soft in 1）は、ライオンから発売されているヘアケア製品。1989年3月発売。

## 商品概要・歴史
1本でシャンプーしながら髪がまとまるリンス成分を配合したリンスインシャンプーである。発売当初、キャッチコピー「ちゃん リン シャン」（＝「ちゃんと リンスしてくれる シャンプーです。」）で話題となった。すなわち1本でちゃんとリンスができるシャンプーであることを謳っている。忙しい時、疲れた時、小さい子供との入浴時、入浴をシャワーで済ませる時などに便利であることから支持され、発売から30年以上を数えるロングセラー商品となっている。
沿革
1989年3月 - 「サラサラタイプ」と「しっとりタイプ」の2種類で発売開始。
1991年1月 - 「枝毛ケアタイプ」を追加発売。同時に改良（香調）。
1992年9月 - 改良（性能向上、香調）。
1994年3月 - 「フケ用タイプ」を追加発売。同時に改良（性能向上）。
1995年3月 - 「スッキリタイプ」を発売。
1996年2月 - 改良（3インシャンプーに）。
1998年3月 - 改良（性能向上）。
2000年4月 - 改良（水分保持力向上、香調）。
2002年3月2日 - 「ソフトインワン スタイリング」を発売。同時に改良（訴求強化、デザイン、液色、香調）。
2003年2月22日 - 改良（実感エンセンス香料配合）。
2005年6月25日 - 「スッキリデオドラントタイプ」を発売。同時に改良（海洋性ジェル成分配合）。
2007年8月1日 - 「ふんわりタイプ」を追加発売、同時に改良（組成、デザイン、香り、液色）。仕上がりのよさを明快に伝えるパッケージに変更。
2010年3月3日 - このシリーズから「シルキエ」を発売。同時に改良（デザイン、香り）。
2012年3月7日 - 改良（組成、デザイン、容量、香り、液色）。
2014年9月29日 - パッケージリニューアル（「サラサラタイプ」のミニサイズ・レギュラーサイズを除く）。
2017年2月8日 - 「サラサラタイプ」・「スッキリデオドラントタイプ」につめかえ用特大サイズを追加発売。同時に、全タイプのつめかえ用をデザインリニューアル。

## ラインナップ
現行商品
サラサラタイプ
1989年3月発売。カラーは青。
2002年3月からは、うるおい浸透トリートメント、速乾性リンス成分配合。パール光沢を持ち水色の液色、香りもシトラスフローラルの香りとなった。
2003年2月からは、香りはシトラスグリーンの香りであった。
2007年8月からは、シルクエッセンスを新配合、液色をイメージに合わせて淡青色に変更。香りはグリーン・フルーティ感を増強し、さわやかさを向上。
2012年3月からは、サラサラパウダーを新配合、香りもシトラスフルーティの香りとなった。
2017年2月からは、通常サイズの約3.1倍の容量となる1,180ml入りのつめかえ用特大を追加発売した。
レギュラー200ml、ポンプ580ml → 550ml → 530ml、つめかえ用400ml → 380ml、つめかえ用特大1,180mlの5サイズで展開する。
レギュラーサイズに関しては後述するしっとりタイプ、スッキリデオドラントタイプ及び製造終了済みのふんわりタイプにも設定されていたが、2010年に製造終了となり、このタイプのみの設定となった。また、以前はトラベル60mlも発売されていたが、2019年3月に製造終了となった。
また、ライオンハイジーンを通じて販売されている業務用も設定されている（製品名は「ソフトインワンシャンプー」だが、仕様は「サラサラタイプ」に相当する）。ボトル2L、ボトル4L、BIB（バッグインボックス）10Lの3サイズがある。
スッキリデオドラントタイプ【医薬部外品】
2005年6月再発売。カラーは緑。薬用成分「オクトピロックス」配合。フケ・かゆみを防ぎ、デオドラント効果で頭皮のニオイを防ぐ。
以前の「フケ用タイプ」、「スッキリタイプ」からリニューアルされた。清潔感のあるシトラスフローラルの香り。
2017年2月からは、通常サイズの約3.1倍の容量となる1,150ml入りのつめかえ用特大を追加発売した。
ポンプ540ml → 520ml、つめかえ用390ml → 370ml、つめかえ用特大1,150mlの3サイズで展開する。
生産終了品
枝毛ケアタイプ
1991年1月から1994年3月まで発売。カラーは黄色。
フケ用タイプ
1994年3月発売。カラーは緑。1998年3月から3インシャンプーに。
2005年6月に「スッキリデオドラントタイプ」に継承。
ポンプ570ml、つめかえ用390ml、レギュラー195ml
スッキリタイプ
1995年3月から2001年3月まで発売されていた。カラーは紫。
落ちにくい整髪料や頭皮のアブラっぽい汚れをスッキリ落とし、爽快に洗い上げるリンスインシャンプー。
サラサラリンス成分の働きで、寝癖のつきにくいサラサラの髪に仕上げるので、簡単スタイリング。爽やかなシトラスグリーンの香り。
ポンプ570ml、レギュラー195ml
スタイリング
ふんわりタイプ
2007年8月から2012年3月まで発売されていた。カラーはオレンジ。東洋美容エッセンスを配合。やわらかいマイルドフローラルの香り。
仕上がりの好みに合わせた商品ラインナップを揃え、これまでに何度かの改良を重ねて性能向上している。細い髪やハリ・コシのない者がリンスやコンディショナーを使用することでボリューム感のない仕上がりになることに不満を感じていることから、シャンプーするだけで細い髪をふんわり仕上げる新技術を開発（）。これをきっかけに発売した。当時、リンスインシャンプーに「ふんわりタイプ」が設定されたのは珍しかった。
ポンプ540ml、つめかえ用390ml
しっとりタイプ
1989年3月発売。カラーはマゼンタ。海藻エキス配合。毛先までしっとりうるおいのある髪に仕上げる。
2002年3月からは、うるおい浸透トリートメント、速乾性リンス成分配合。パール光沢を持つ白色の液色、香りもホワイトローズの香りとなった。
2003年2月からは、香りはフルーティフローラルの香りであった。
2007年8月からは、ミネラルコンディショニング成分増量。
2012年3月からは、うるおい成分（はちみつ）を新配合、液色をパール長の淡紫色に、香りもフローラルブーケの香りとなった。
ポンプは2024年12月、つめかえ用は2025年3月に順次製造を終了。
ポンプ580ml → 550ml → 530ml、つめかえ用400ml → 380ml
シルキエ
2010年3月から2012年3月まで発売。美容成分（ベヘニルアルコール、ベヘントリモニウムクロリド）を配合。上品で華やかなフローラルアロマの香り。
美容成分が、ダメージを受けた毛髪表面を覆うことで、すすぎ時の毛髪のキシミ感を低減し、洗いながらダメージ補修ができるトリートメントインシャンプー。
ポンプ480ml、つめかえ用360ml

## 成分
2020年7月に全タイプで組成を変更する仕様変更が行われた。また、サラサラタイプとスッキリデオドラントタイプは東洋ビューティへの委託製造から自社製造へ戻された。
3タイプ共通
ラウレス乳酸Na、香料、クエン酸、フェノキシエタノール、安息香酸Na
サラサラタイプ（販売名：ソフト・イン・ワン シャンプーA12a）
水、ラウラミドプロピルベタイン、PEG-3ラウラミド、セテス-20、ステアルトリモニウムクロリド、ポリクオタニウム-10、
(メタクリル酸エチルトリモニウムクロリド/ヒドロキシエチルアクリルアミド)コポリマー、PEG-20水添ヒマシ油、加水分解シルク、青1
しっとりタイプ（販売名：ソフト・イン・ワン シャンプーB10a）
水、ラウラミドプロピルベタイン、PEG-3ラウラミド、セテス-20、ステアルトリモニウムクロリド、ポリクオタニウム-10、
(メタクリル酸エチルトリモニウムクロリド/ヒドロキシエチルアクリルアミド)コポリマー、PEG-20水添ヒマシ油、ハチミツ、紅藻エキス、赤106、緑3
スッキリデオドラントタイプ（販売名：ソフト・イン・ワン シャンプーD9a）
ピロクトンオラミン、ラウリン酸アミドプロピルベタイン液、塩化〇-[2-ヒドロキシ-3-(トリメチルアンモニオ)プロピル]ヒドロキシエチルセルロース、
POEラウリン酸エタノールアミド、エタノール、BG、POE硬化ヒマシ油、茶乾留液、海藻エキス-5、褐藻エキス-2、黄203、緑3

## キャッチフレーズ
「ちゃん リン シャン」 - 「ちゃんとリンスしてくれるシャンプー」の略 （1989年3月 - 1996年2月、2005年6月 - 2007年7月）
「1.2.3回はたらく」 - 1.シャンプー、2.リンス、3.トリートメント （1996年2月 - 2002年3月）

## CM
歴代CM出演タレント
テレビCM
薬師丸ひろ子 （1989年3月 - 1995年、2005年6月 - 2006年）
河井英里
牧瀬里穂 （1996年2月 - 2001年）
岩田光央 （1996年2月 - 2000年4月）
市川淳 （1998年3月 - 2000年4月）
根田あつひろ、唐橋充 （2000年4月 - 2001年）
原沙知絵 （2002年3月 - 2003年）
ユンソナ （2003年2月 - 2005年）
加藤紀子 （2007年8月 - 2008年）
ラジオCM
織田優成 （2012年3月 - ）
CM内容
1989年3月（最初）
薬師丸が「ちゃん りん シャン、あなたはそんなふうに覚えているかもしれない。でも、本当の名前はソフトインワン」「ちゃん りん シャン、ちゃんと リンスしてくれる シャンプーです。」と語っていた。ちなみに当時放送されていた『邦ちゃんのやまだかつてないテレビ』（フジテレビ系）では、山田邦子がこのコマーシャルの物真似（言っている内容は毎回違う）を当時やっていた（こちらを参照）。
1991年1月
薬師丸が庭にシーツを敷き、本を読んでいた。
1992年9月
この時は2本あり、1本は「ちゃん リン シャン」の「リン」に自信をつけましたと語っていた。
もう1本は、薬師丸が風呂場でリンスの効き目を語っていた。
「社交ダンス」篇
1996年2月から1998年3月まで放送。このCMでは牧瀬が姉役で、岩田が弟役という設定。「1.2.3回はたらく」とだんすの「1.2.3、1.2.3」をかけている。
2000年4月
根田と唐橋が牧瀬の髪を見てラップするものだった。
「ニュース」篇
15秒版のみ。2002年3月から2003年2月まで放送。原沙知絵が新しくなったソフトインワンを、ニュース風に紹介するものだった。
「ちゃっかりリンス」篇
15秒版のみ。2003年2月から2005年6月まで放送。ユンソナが「しっかり」を「ちゃっかり」と間違える意外なミスをしていた。
2005年6月
アニメーションCMで、薬師丸が10年ぶりに「ちゃん リン シャン」と言っていた。
「まわる鏡」篇
15秒版のみ。2007年8月から2009年10月まで放送。回る鏡に加藤とふんわりタイプが写っていた。
「かずと」篇、「なつき」篇、「みくり」篇、「みゆ」篇、「まりん」篇
シルキエのCM、15秒版のみ。2010年3月から放送「いそがしいママに一言 CMオーディション」に合格した5人の子供を起用した。
かずと（熊本県）、なつき（千葉県）、みくり（福岡県）、みゆ（愛知県）、まりん（千葉県）の5人。

## 競合商品
- メリット（花王） - このシリーズの対抗商品
- シーブリーズ（資生堂）